# Morgex
Morgex (pron. fr. AFI: [mɔʁʒe]  - Mordzé in patois valdostano) è un comune italiano di 2 053 abitanti della Valle d'Aosta nordoccidentale.

## Origini del nome
Il toponimo Morgex è la francesizzazione del termine del patois valdostano meurdzìe che indica genericamente un mucchio di pietre (cfr. il francese murgère) e in particolare dei muretti di pietre raccolte nella Dora Baltea con il fine di separare le proprietà tra i vigneti.
Secondo la pronuncia del patois valdostano, "Morgex" va pronunciato omettendo la "x" finale, quindi "Morjé", come per molti altri toponimi e cognomi valdostani e delle regioni limitrofe (la Savoia, l'Alta Savoia e il Vallese) che spesso vengono pronunciati erroneamente sia dagli italofoni che dai francofoni.
In epoca romana, Morgex era denominata Moriacium. Altri toponimi tramandati sono Morgentia e Morgentium. È anche attestata alla fine del XVI secolo la forma italiana Morgiazzo sulla carta geografica del Piemonte realizzata da Giovanni Antonio Magini.
Altri toponimi di questo comune si riferiscono a degli elementi naturali:
- Biolley = "luogo di betulle" (biolla in patois valdostano della Valdigne)
- Marais = in francese "luogo paludoso"
- La Ruine = in francese "rovina", zona interessata da un'alluvione del rû de Colombaz.

## Geografia fisica

### Territorio
Si trova nell'alta Valle d'Aosta, al centro della Valdigne. 
Il comune è attraversato dalla Dora Baltea.
Classificazione sismica: zona 4 (sismicità molto bassa)

## Storia
In epoca romana da Morgex passava la via delle Gallie, strada romana consolare fatta costruire da Augusto per collegare la Pianura Padana con la Gallia. Sotto il dominio dei Savoia, Morgex fu sede della mistralia della Valdigne. Numerosi i passaggi dei Savoia nel borgo. Nel 1318 il duca Amedeo V concesse a Morgex le franchigie.
Dal 1802 al 1814 Morgex è stato sede cantonale all’interno dell’arrondissement d'Aoste.
Nel 1861 Morgex entrò a far parte del Regno d'Italia, venendo inclusa nel Circondario di Aosta della provincia di Torino. 
Nel 1927 venne istituita la provincia di Aosta e Morgex ne fece parte integrante. 
Due anni più tardi Morgex venne fusa col comune de La Salle, formando un nuovo comune denominato «Valdigna d'Aosta». Il comune di La Salle si ricostituì nel 1935, col nome italianizzato di «Sala Dora», mentre Morgex venne rinominata «Valdigna d'Aosta». 
Dal 1946 Morgex fa parte della regione Valle d'Aosta con la denominazione originaria.

### Simboli
Lo stemma e il gonfalone sono stati concessi con decreto del presidente della Repubblica del 29 ottobre 1986.
Il primo quarto riprende il blasone dei nobili Rubilly (d'oro, a due fasce di rosso, al leone di nero, linguato di rosso, attraversante) che possedevano a Morgex due caseforti. La stella in campo azzurro è un simbolo mariano e si ricollega alla patrona della parrocchia. L’ultimo quarto fa riferimento all’antica famiglia nobile locale dei Pascal de La Ruine (troncato d’oro e rosso, al leone attraversante dell’uno all’altro, nello stemma comunale il leone è rivolto) che risiedono a Morgex sin dall’inizio del XIII secolo. Gli smalti oro e rosso ricordano la famiglia nobile de l'Archet, o de Arculo, (troncato d’oro e di rosso, ciascun punto all'arco con il dardo incoccato, coricato, dell'uno nell'altro), infeudati della decima di Morgex e antichi proprietari della torre castellata al centro del borgo.
Il gonfalone è un drappo partito di giallo.

## Monumenti e luoghi d'interesse

### Architetture militari
- La Tour de l'Archet, nel Capoluogo, in cui trova sede la Fondazione Centro studi storico-letterari Natalino Sapegno
- Il Castello Pascal de la Ruine, in località La Ruine
- La Casaforte Bozel al Villair. Altre caseforti, citate dallo storico Jean-Baptiste de Tillier, sono oggi scomparse: tra esse, la casaforte d'Avise, la casaforte Léaval, la casaforte Malliet, la casaforte Rubilly e la Casa del Vescovo.[12]
- Le fortificazioni del Colle San Carlo e del Colle della Croce.

### Architetture religiose
- La chiesa di Santa Maria Assunta, con l'altare barocco e gli affreschi del XV-XVI secolo e il museo parrocchiale d'arte sacra con oggetti del beato Guglielmo de Léaval (fr. Bienheureux Vuillerme de Léaval).
- Nelle frazioni si trovano numerose cappelle votive: la Cappella di Arpy, la Cappella del Dailley, la Cappella di La Ruine, la Cappella del Lavancher, la Cappella del Liarey, la Cappella di Licony (unica chiesa rupestre delle Alpi[13]) e la Cappella del Villair.

### Aree naturali
- Parco Pineta de La Ruine
- Riserva naturale Marais[14]
- La Larse de Grignes Rosses, larice monumentale in località Grignes-Rosses[14][15]
- Il circo glaciale con rock glacier e conca lacustre, sul versante nord-est del Monte Cormet[14]
- Gli evaporiti del Colle San Carlo[14]
- L'imbocco della miniera di carbone di Arpy[14]
- La grotta di Licony[14]
- Il Parco della lettura[16], area verde nel territorio comunale inaugurata nel settembre 2020. Il parco orge lungo la Dora Baltea, sull'area precedentemente occupata dai binari adibiti allo scalo merci e alla manovra dei vagoni che percorrevano la tratta ferroviaria Aosta-Pré-Saint-Didier[17].

## Società

### Evoluzione demografica
Abitanti censiti

## Cultura

### Biblioteche
In via Gran San Bernardo 34 ha sede la biblioteca comunale.

### Il Centro studi "Natalino Sapegno"
Presso la Tour de l'Archet ha sede la Fondazione Centro di studi storico-letterari Natalino Sapegno.

Ogni anno, grazie all'attenzione per i fumetti dovuta alla presenza del prezioso Fondo Mafrica, consistente in circa 300.000 volumi, si celebra la Giornata Mafrica per la letteratura popolare.

### Musei
- Museo parrocchiale di Morgex[19]

## Economia
L'economia è prevalentemente basata sul turismo, sia estivo che invernale.
Importanti sono anche l'artigianato e l'agricoltura, in particolar modo le vigne più alte d'Europa (più di 1000 m s.l.m.) da cui si produce il Blanc de Morgex et de La Salle, ottenuto con un vitigno autoctono: il Prié blanc. Un altro vino è il Chaudelune, prodotto dai vitigni più alti d'Europa, per cui occorre una vendemmia notturna.
Sempre in campo agro-alimentare, merita ricordare l'emporio Artari, storica azienda specializzata nella tostatura e commercializzazione del caffè.

## Infrastrutture e trasporti
Pur disponendo di una propria stazione ferroviaria sulla Ferrovia Aosta-Pré-Saint-Didier, nata con scopi industriali, attualmente il paese non riceve traffico ferroviario a causa della sospensione a tempo indeterminato dell'intera linea dal 24 dicembre 2015.

## Amministrazione
Fa parte dell'Unité des Communes valdôtaines Valdigne-Mont-Blanc.
Di seguito una tabella relativa alle amministrazioni che si sono succedute in questo comune.
| Periodo           | Periodo           | Primo cittadino     | Partito      | Carica  | Note   |
| ----------------- | ----------------- | ------------------- | ------------ | ------- | ------ |
| 28 luglio 1988    | 21 maggio 1990    | Pier Giorgio Jaccod | adp          | Sindaco | [ 20 ] |
| 21 maggio 1990    | 29 maggio 1995    | Pier Giorgio Jaccod | adp          | Sindaco | [ 20 ] |
| 29 maggio 1995    | 8 maggio 2000     | Guido Césal         | uv           | Sindaco | [ 20 ] |
| 8 maggio 2000     | 10 luglio 2003    | Guido Césal         | lista civica | Sindaco | [ 20 ] |
| 10 luglio 2003    | 9 maggio 2005     | Daniele Quinson     | lista civica | Sindaco | [ 20 ] |
| 9 maggio 2005     | 24 maggio 2010    | Lorenzo Graziola    | lista civica | Sindaco | [ 20 ] |
| 24 maggio 2010    | 11 maggio 2015    | Lorenzo Graziola    | lista civica | Sindaco | [ 20 ] |
| 11 maggio 2015    | 20 settembre 2020 | Lorenzo Graziola    | lista civica | Sindaco | [ 20 ] |
| 21 settembre 2020 | in carica         | Federico Barzagli   | lista civica | Sindaco | [ 20 ] |

## Sport
In questo comune si gioca a fiolet e a palet, caratteristici sport tradizionali valdostani.
A Morgex gioca inoltre le sue gare casalinghe l'A.S.D. Valdigne Mont-Blanc, club attualmente militante in Seconda Categoria.

## Galleria d'immagini

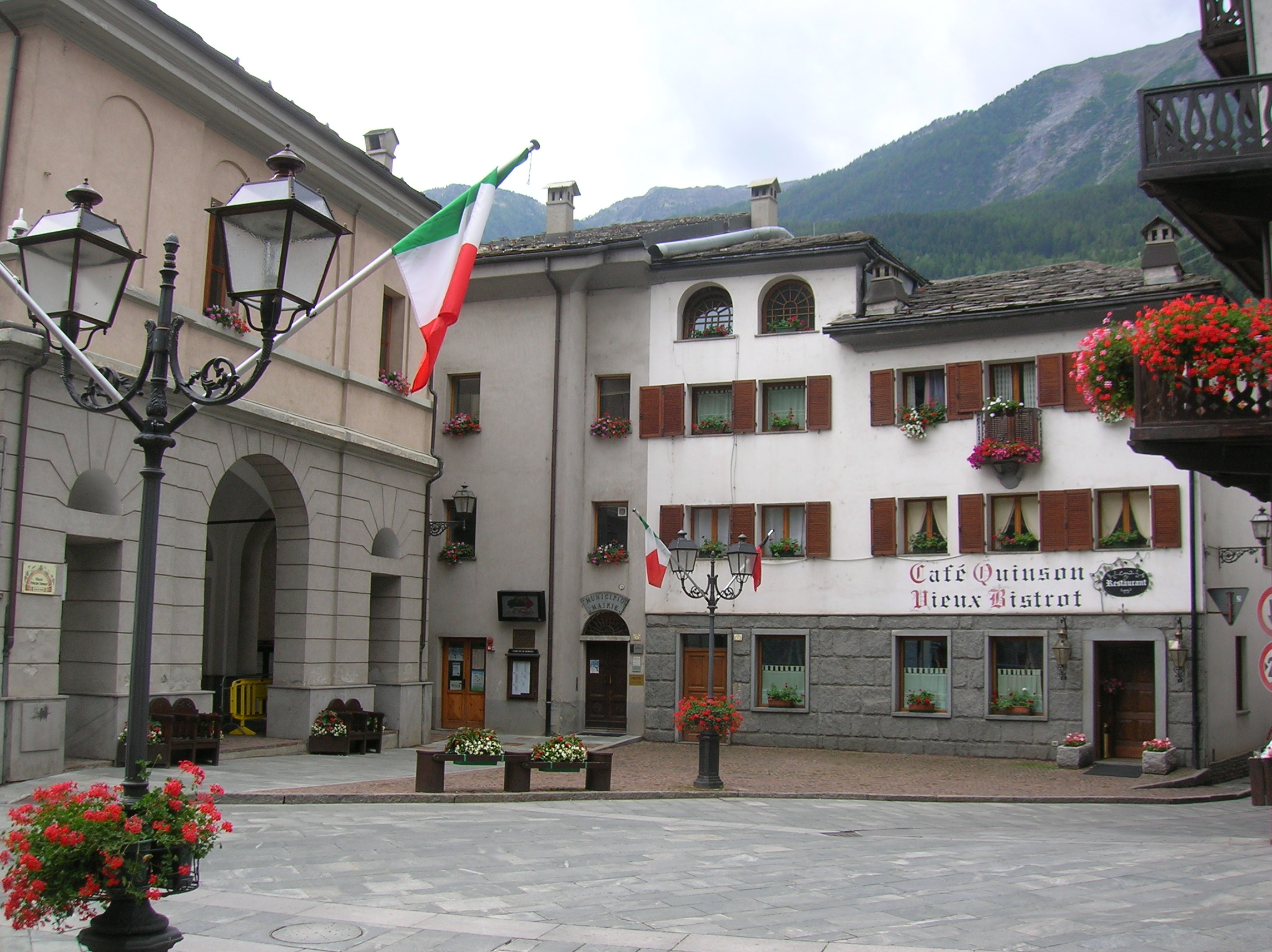
Il Municipio
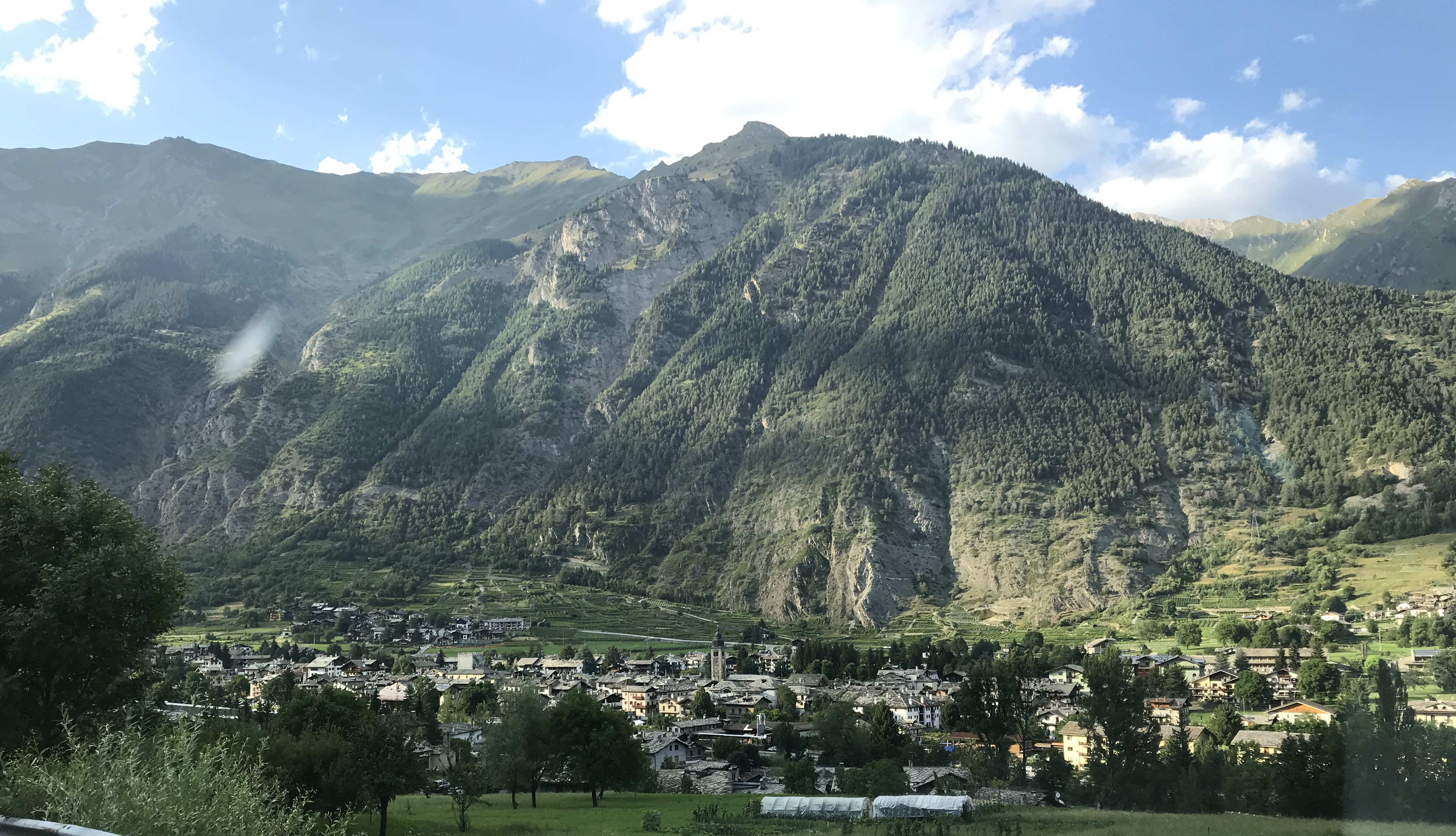
Panorama del capoluogo dalla strada per Arpy
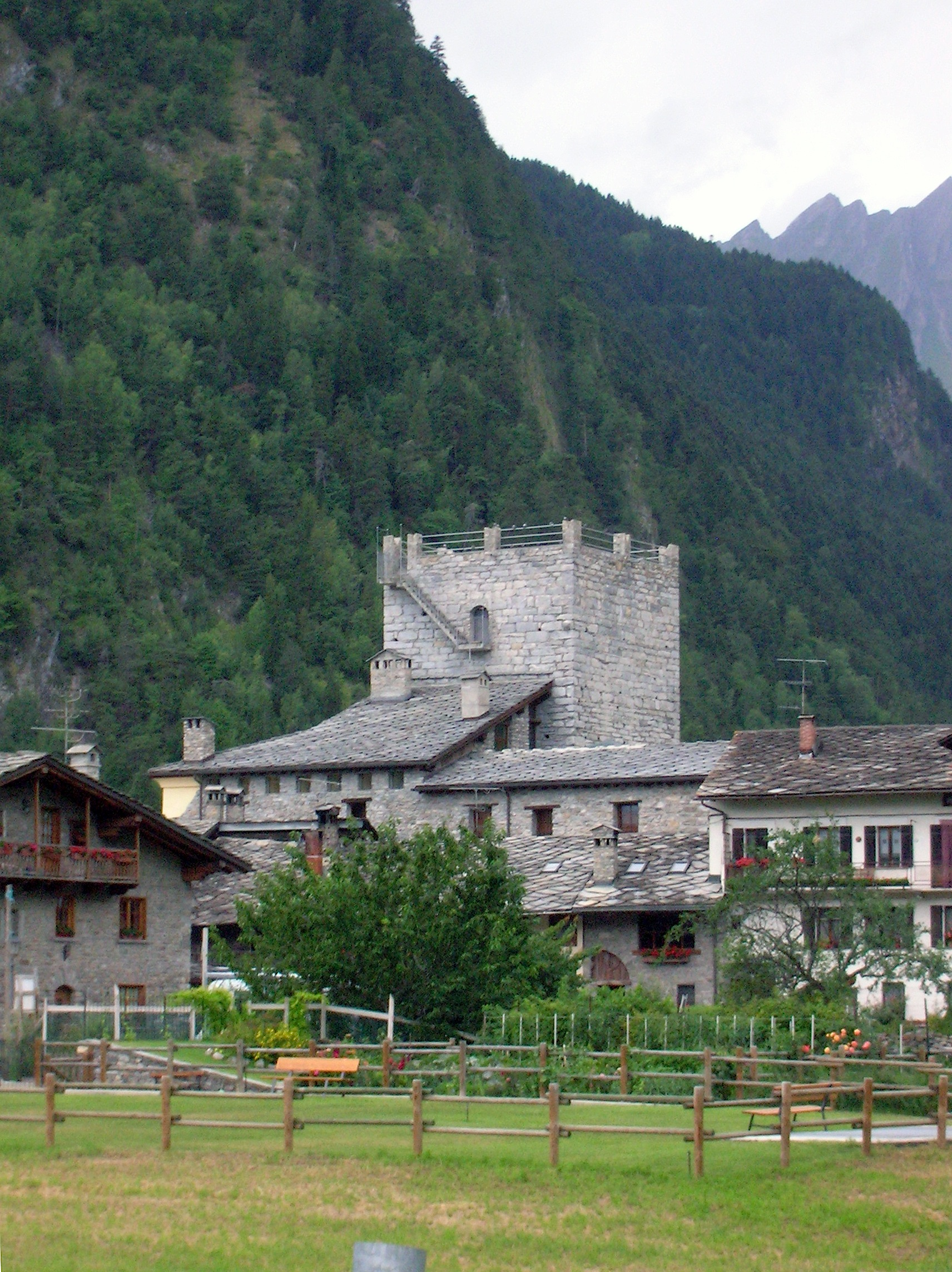
La Tour de l'Archet
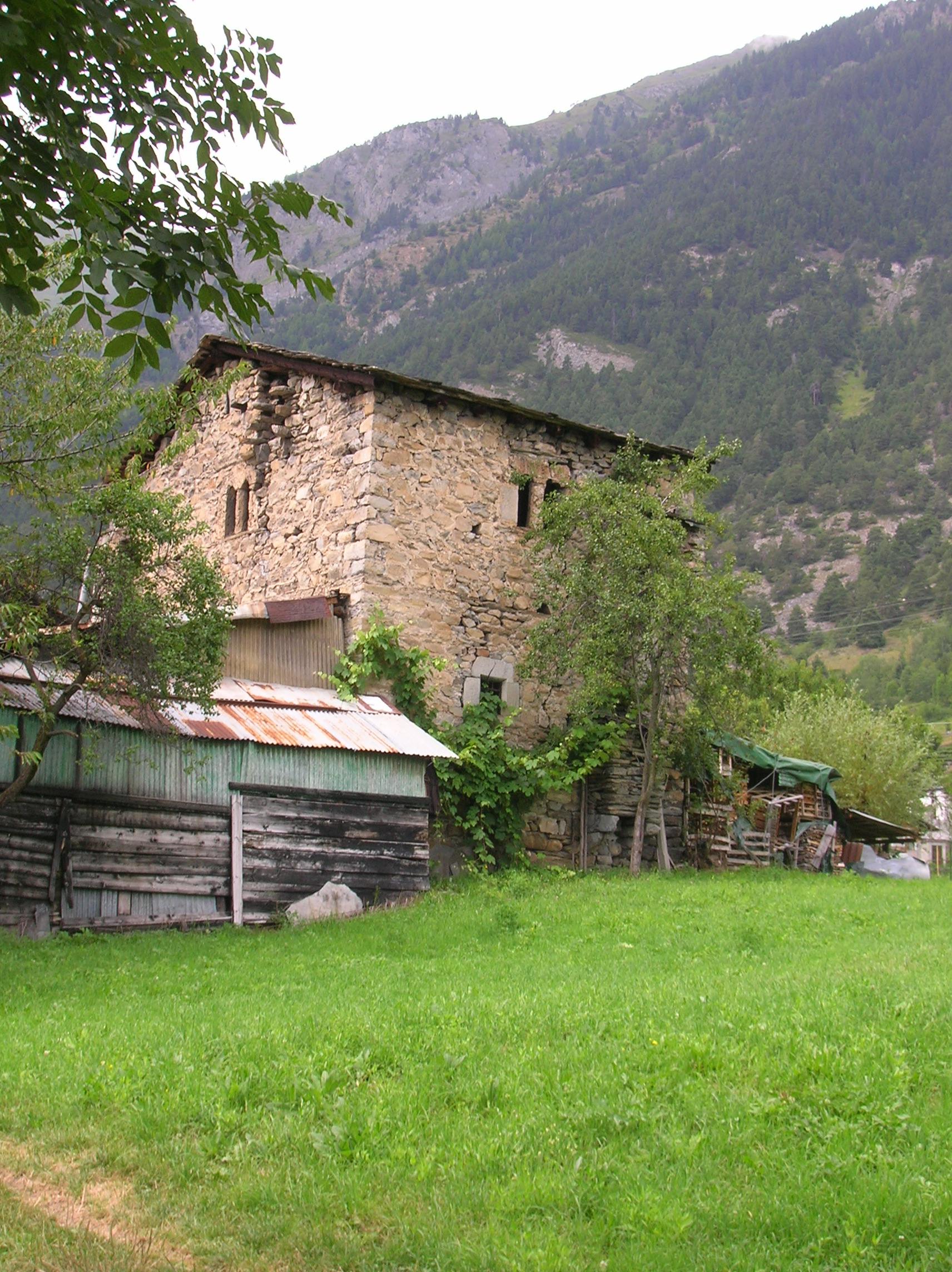
La Casaforte Bozel
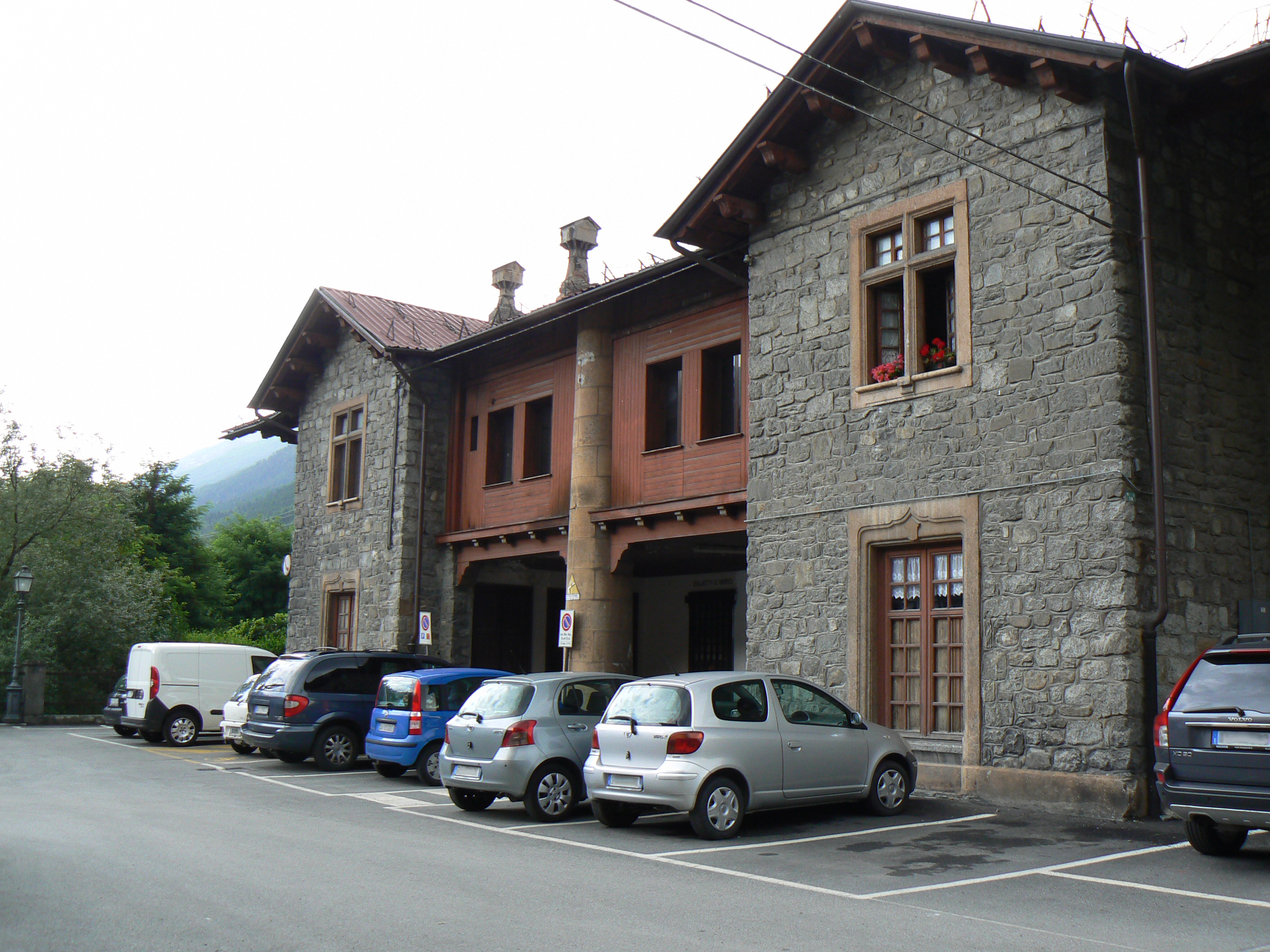
La stazione di Morgex, come le altre stazioni valdostane dell'alta valle, riprende lo stile architettonico della Ôla di Introd.
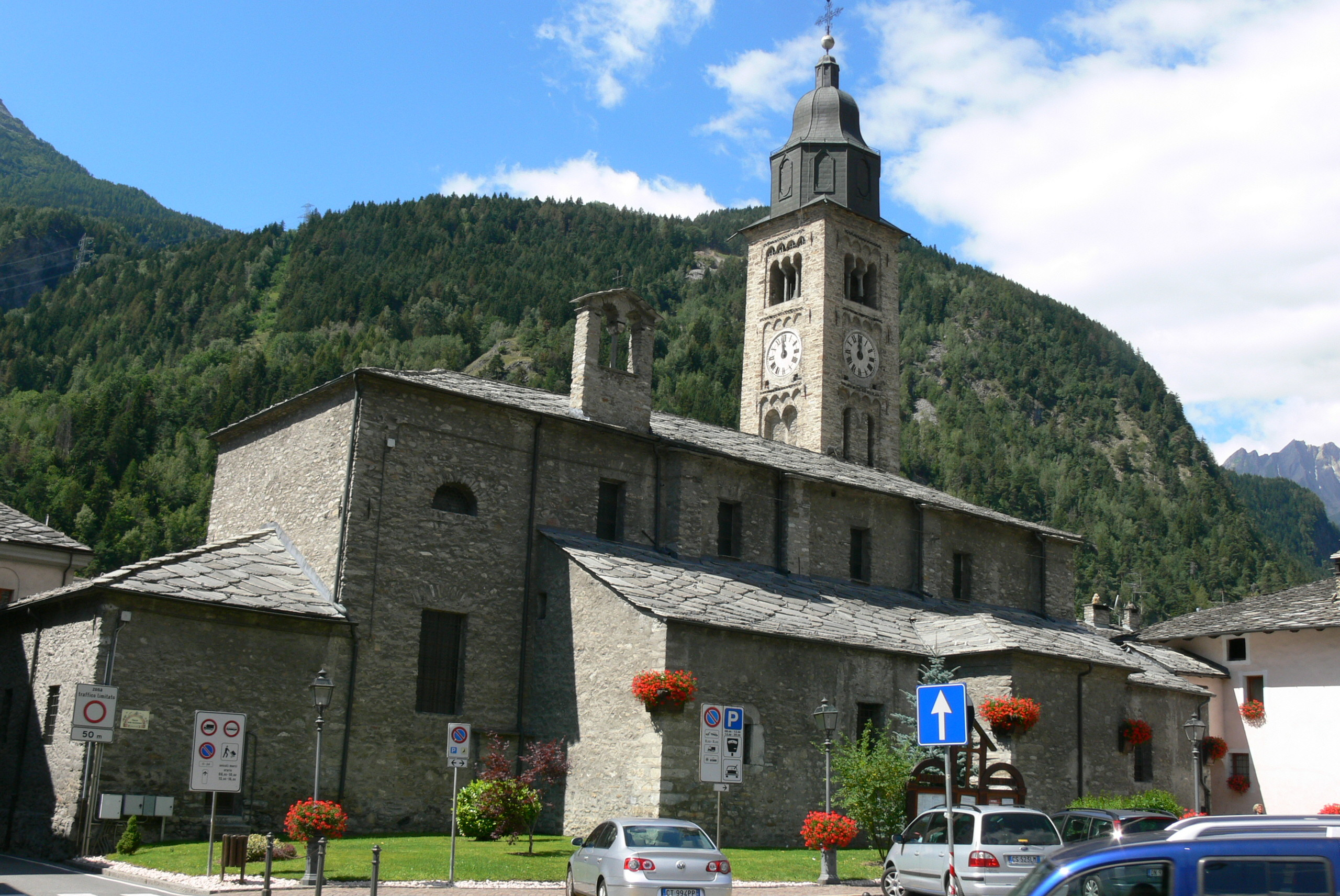
La chiesa parrocchiale